# Democracia de base
La democracia de base es una tendencia a diseñar procesos políticos en los que tanto la autoridad de decisión como la práctica se traslada al nivel geográfico o social más bajo de la organización.
Las organizaciones de base pueden tener una variedad de estructuras; dependiendo del tipo de organización y de lo que quieran los miembros. Éstas pueden ser organizaciones no estructuradas y no jerárquicas que son dirigidas por todos los miembros, o por cualquier miembro que desee hacer algo.
Para citar un ejemplo hipotético específico, una organización nacional de base colocaría el mayor poder de decisión posible en las manos de los capítulos locales o miembros comunes en lugar de la oficina central. El principio es que para que el poder democrático sea mejor ejercido, debe ser investido en una comunidad local y miembros comunes y en lugar de individuos aislados, atomizados, en la parte superior de la organización. Las organizaciones de base pueden habitar sistemas participativos. Los sistemas de base difieren de los sistemas representativos que permiten a las comunidades locales o miembros nacionales elegir representantes que luego toman decisiones.
La diferencia entre los tres sistemas se reduce a donde descansan en dos ejes diferentes: el arraigo en una comunidad (base contra nacional o internacional); y la capacidad de todos los individuos de participar en el proceso de toma de decisiones compartido (participativo versus representativo).